# Toumak
Le toumak est une langue tchadique parlée au Tchad dans la région du Moyen-Chari, au Nord de Koumra.

## Classification
Le toumak fait partie des langues tchadiques orientales. Les langues tchadiques sont une des branches de la famille afro-asiatique.

## Phonologie
Les tableaux présentent l'inventaire phonémique du toumak: les voyelles et les consonnes.

### Voyelles
|            |            | Antérieures   | Centrales     | Postérieures  |
| Fermées    | Fermées    | i [i] iː [iː] | ɨ [ɨ]         | u [u] uː [uː] |
| Mi-fermées | Mi-fermées | e [e] eː [eː] | ə [ə] əː [əː] | o [o] oː [oː] |
| Ouvertes   | Ouvertes   | ɛ [ɛ]         | a [a] aː [aː] | ɔ [ɔ] ɔː [ɔː] |

### Consonnes
|               |               | Labiales | Dentales | Rétroflexes | Palatales | Vélaires |
| Occlusives    | sourdes       | p [p]    | t [t]    |             |           | k [k]    |
| Occlusives    | sonores       | b [b]    | d [d]    |             |           | g [g]    |
| Occlusives    | prénasales    | mb [ᵐb]  | nd [ⁿd]  |             | nj [ⁿd͡ʒ]  | ng [ⁿg]  |
| Occlusives    | implosives    | ɓ [ɓ]    | ɗ [ɗ]    |             |           |          |
| Nasales       | Nasales       | m [m]    | n [n]    |             | ɲ [ɲ]     |          |
| Fricatives    | Fricatives    |          | s [s]    |             |           |          |
| Affriquées    | sourdes       |          |          |             | c [t͡ʃ]    |          |
| Affriquées    | sonores       |          |          |             | j [d͡ʒ]    |          |
| Liquides      | Liquides      |          | l [l]    |             |           |          |
| Roulées       | Roulées       |          | r [r]    | ɽ [ɽ]       |           |          |
| Semi-voyelles | Semi-voyelles | w [w]    |          |             | y [j]     |          |

### Une langue tonale
Le toumak est une langue à tons. Les tons ponctuels sont: un ton haut, un ton moyen et un ton bas. La langue a aussi des tons modulés, combinaisons des trois tons ponctuels.

## Sources
- Jean-Pierre Caprile, « Première approche phonologique du tumak de Goundi », dans Jean-Pierre Caprile, Études phonologiques tchadiennes, Paris, SELAF, 1977, 79-86 p. (ISBN 2-85297-019-8)
- Jean-Pierre Caprile, Lexique tumak-français (Tchad), éd. Dietrich Reimer, 1975, 140 p. (ISBN 3-496-00540-8)